# Marolles-les-Braults
Marolles-les-Braults és un municipi francès situat al departament del Sarthe i a la regió de País del Loira. L'any 2007 tenia 2.179 habitants.

## Demografia

### Població
El 2007 la població de fet de Marolles-les-Braults era de 2.179 persones. Hi havia 915 famílies de les quals 311 eren unipersonals (116 homes vivint sols i 195 dones vivint soles), 361 parelles sense fills, 195 parelles amb fills i 48 famílies monoparentals amb fills.
La població ha evolucionat segons el següent gràfic:
Habitants censats

### Habitatges
El 2007 hi havia 1.041 habitatges, 948 eren l'habitatge principal de la família, 39 eren segones residències i 54 estaven desocupats. 852 eren cases i 173 eren apartaments. Dels 948 habitatges principals, 549 estaven ocupats pels seus propietaris, 377 estaven llogats i ocupats pels llogaters i 21 estaven cedits a títol gratuït; 17 tenien una cambra, 110 en tenien dues, 243 en tenien tres, 300 en tenien quatre i 279 en tenien cinc o més. 582 habitatges disposaven pel capbaix d'una plaça de pàrquing. A 512 habitatges hi havia un automòbil i a 241 n'hi havia dos o més.

### Piràmide de població
La piràmide de població per edats i sexe el 2009 era:
| Homes | Edats   | Dones |
| ----- | ------- | ----- |
| 4     | 95 o +  | 20    |
| 8     | 90 a 94 | 24    |
| 32    | 85 a 89 | 80    |
| 28    | 80 a 84 | 32    |
| 72    | 75 a 79 | 88    |
| 80    | 70 a 74 | 100   |
| 64    | 65 a 69 | 104   |
| 44    | 60 a 64 | 32    |
| 40    | 55 a 59 | 56    |
| 44    | 50 a 54 | 40    |
| 48    | 45 a 49 | 48    |
| 60    | 40 a 44 | 64    |
| 84    | 35 a 39 | 56    |
| 52    | 30 a 34 | 68    |
| 32    | 25 a 29 | 64    |
| 52    | 20 a 24 | 36    |
| 64    | 15 a 19 | 44    |
| 52    | 10 a 14 | 88    |
| 76    | 5 a 9   | 56    |
| 20    | 0 a 4   | 56    |

## Economia
El 2007 la població en edat de treballar era de 1.119 persones, 823 eren actives i 296 eren inactives. De les 823 persones actives 752 estaven ocupades (401 homes i 351 dones) i 70 estaven aturades (26 homes i 44 dones). De les 296 persones inactives 132 estaven jubilades, 70 estaven estudiant i 94 estaven classificades com a «altres inactius».

### Ingressos
El 2009 a Marolles-les-Braults hi havia 966 unitats fiscals que integraven 2.064,5 persones, la mediana anual d'ingressos fiscals per persona era de 14.737 €.

### Activitats econòmiques
Dels 94 establiments que hi havia el 2007, 2 eren d'empreses extractives, 4 d'empreses alimentàries, 1 d'una empresa de fabricació de material elèctric, 1 d'una empresa de fabricació d'elements pel transport, 3 d'empreses de fabricació d'altres productes industrials, 14 d'empreses de construcció, 17 d'empreses de comerç i reparació d'automòbils, 6 d'empreses de transport, 6 d'empreses d'hostatgeria i restauració, 7 d'empreses financeres, 3 d'empreses immobiliàries, 12 d'empreses de serveis, 9 d'entitats de l'administració pública i 9 d'empreses classificades com a «altres activitats de serveis».
Dels 32 establiments de servei als particulars que hi havia el 2009, 1 era una oficina d'administració d'Hisenda pública, 1 gendarmeria, 1 oficina de correu, 4 oficines bancàries, 2 funeràries, 3 tallers de reparació d'automòbils i de material agrícola, 1 autoescola, 1 paleta, 1 guixaire pintor, 3 fusteries, 3 lampisteries, 1 electricista, 2 empreses de construcció, 3 perruqueries, 3 veterinaris i 2 restaurants.
Dels 9 establiments comercials que hi havia el 2009, 1 era un supermercat, 2 fleques, 2 carnisseries, 1 una llibreria, 1 una botiga de roba i 2 drogueries.
L'any 2000 a Marolles-les-Braults hi havia 58 explotacions agrícoles que ocupaven un total de 2.277 hectàrees.

## Equipaments sanitaris i escolars
El 2009 hi havia 1 farmàcia i 1 ambulància.
El 2009 hi havia 1 escola maternal i 2 escoles elementals. Marolles-les-Braults disposava d'un col·legi d'educació secundària amb 199 alumnes.

## Poblacions més properes
El següent diagrama mostra les poblacions més properes.